# Klas Friberg
Klas Anders Friberg, född 23 april 1960 i Karlstad i Värmlands län, är en svensk jurist och polischef.

## Biografi
Klas Friberg avlade juristexamen 1987 vid Lunds universitet. Åren 1991–1994 genomgick han en polischefsutbildning. Åren 1996–2002 var han Stf chef länsordningspolisen vid Polismyndigheten i Västra Götaland. Åren 2002–2004 var han chef länsordningspolisen vid Polismyndigheten i Västra Götaland. Åren 2004–2009 var han chef för länskriminalpolisen vid Polismyndigheten i Västra Götaland. Åren 2009–2010 var han biträdande länspolismästare för Polismyndigheten i Västra Götaland. Åren 2010–2013 var han chef för Rikskriminalpolisen. Därefter var han åren 2013–2014 länspolismästare vid Polismyndigheten för Västra Götalands län. Han var regionpolischef för Polisregion Väst från 1 januari 2015 till 28 februari 2018, då han utsågs till säkerhetspolischef vid Säkerhetspolisen. Den 26 augusti 2021 meddelade inrikesminister Mikael Damberg att Klas Friberg av privata skäl valt att avgå som chef för Säkerhetspolisen. Till Fribergs efterträdare utsågs Charlotte von Essen, som tillträdde sin befattning den 1 oktober 2021.